# چارناز
چارناز (به فرانسوی: Charnas) یک کمون (فرانسه) در فرانسه است که در canton of Serrières واقع شده‌است. چارناز ۵٫۳۹ کیلومتر مربع مساحت دارد ۲۵۰ متر بالاتر از سطح دریا واقع شده‌است.